# Simplontunnel

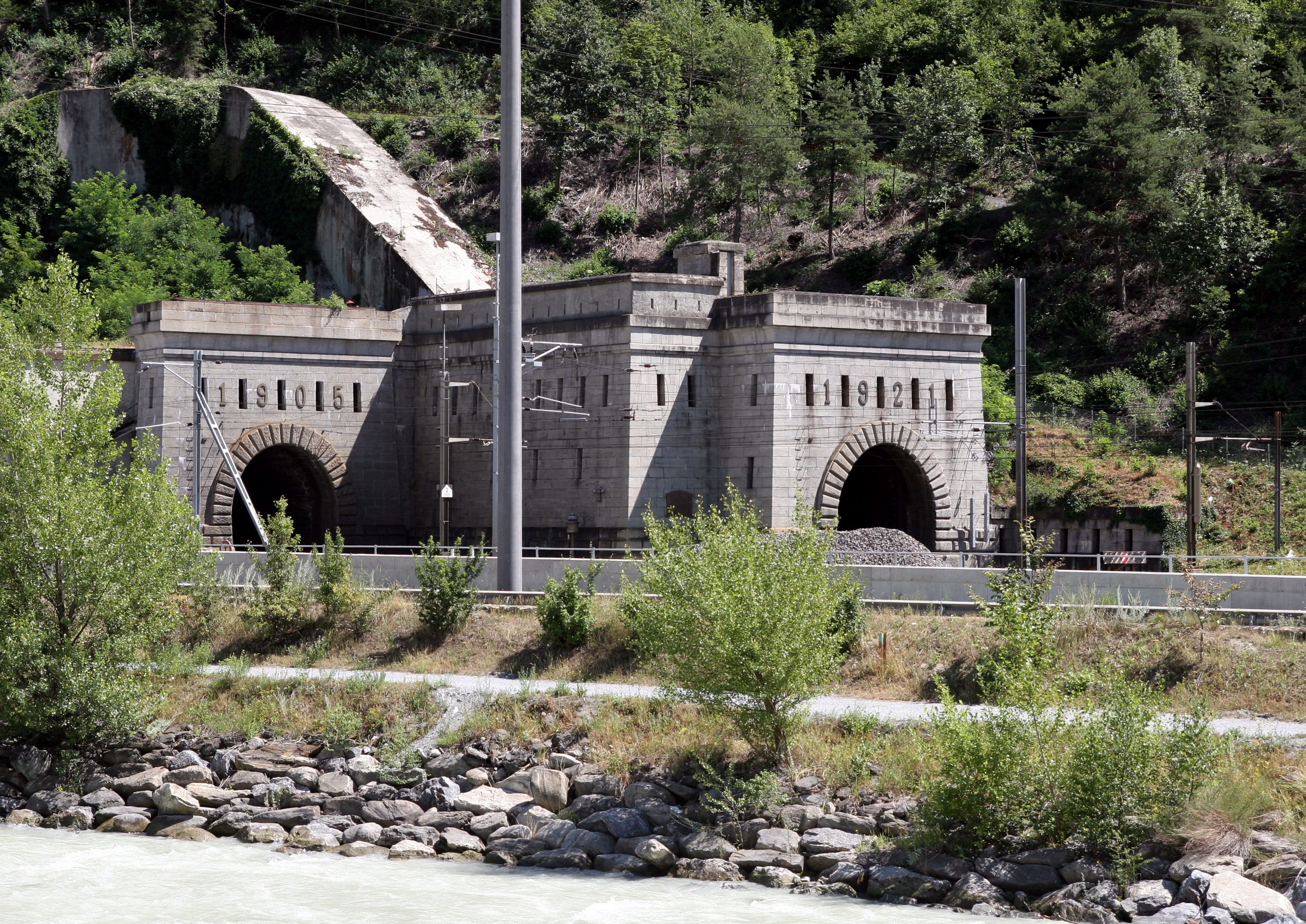
Het noordelijke portaal van de Simplontunnel bij Brig

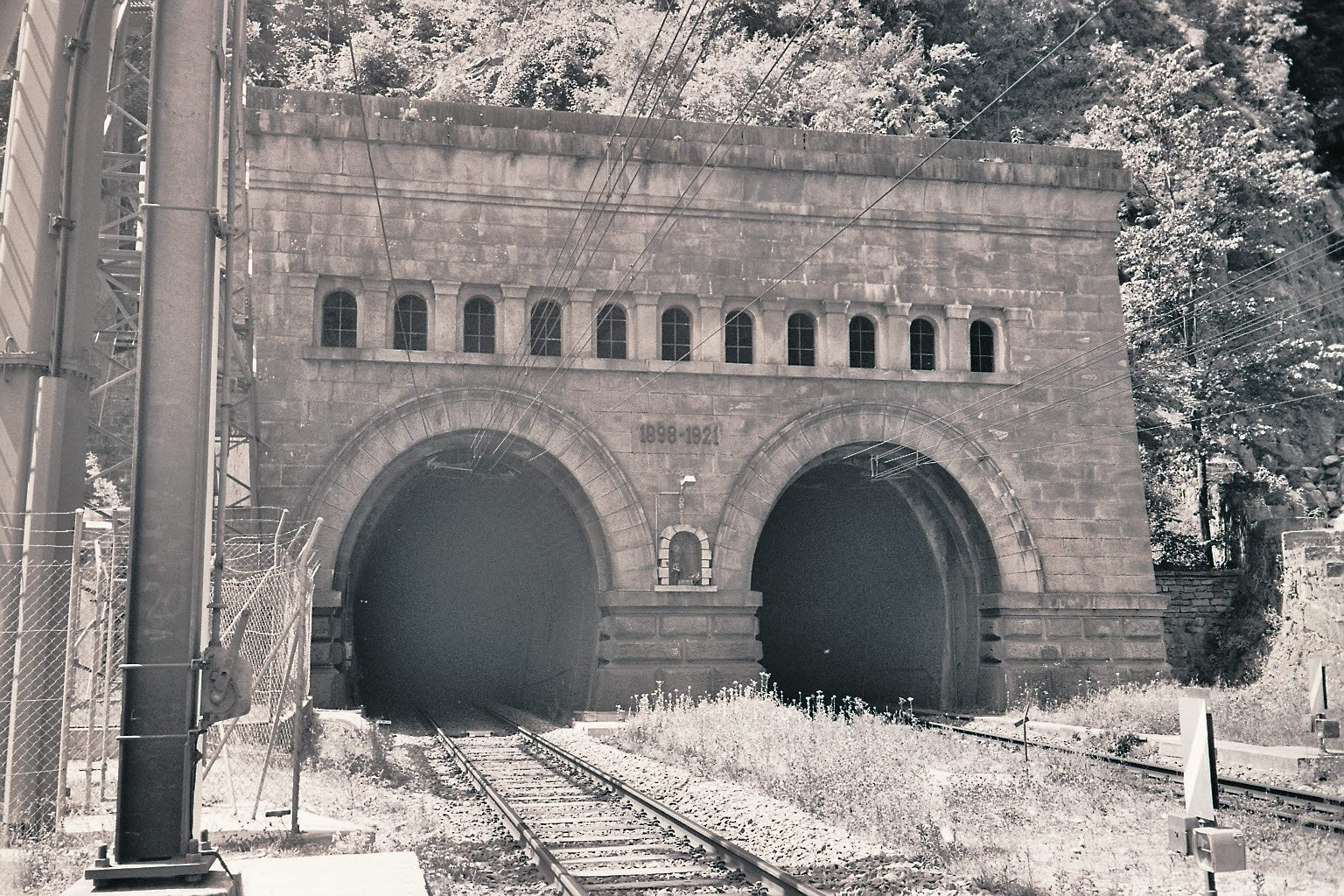
Het zuidelijke portaal van de Simplontunnel bij Iselle in Italië

De Simplontunnel (19,8 km) is, als onderdeel van de Simplonlinie, een spoorwegtunnel die een verbinding vormt tussen het Zwitserse Brig en het Italiaanse Iselle di Trasquera.
De Simplontunnel bestaat uit twee lange tunnelbuizen onder de Simplonpas. De tunnel verbindt het Rhônedal in het Zwitserse kanton Wallis met het Val d'Ossola in de Italiaanse provincie Verbano-Cusio-Ossola. Tot 1982 was deze tunnel de langste ter wereld.
De eerste tunnelbuis, Simplon 1 genoemd werd tussen 1898 en 1902 gebouwd en werd in 1906 geopend. De tweede tunnelbuis, Simplon 2 werd tussen 1913 en 1922 gebouwd en in 1922 geopend. In 1906 werd het spoor in de tunnel geëlektrificeerd. De tunnel kreeg onder andere bekendheid doordat de Simplon-Oriënt-Express door de tunnel reed.

## Geschiedenis
Kort na de aanleg van de eerste spoorlijnen in Zwitserland kwam uit deze regio de vraag naar een noord-zuidverbinding door de Alpen richting Italië. In Oost-Zwitserland dacht men aan een spoorlijn over of onder de Splügenpas of de Lukmanierpas, terwijl in Centraal-Zwitserland met Zürich als uitgangspunt gedacht werd aan een verbinding over de Gotthard en in westelijk Zwitserland werd gedacht aan een verbinding via de Simplonpas.
In 1870 was er een project voor een tunnel «Ligne d'Italie» van het Rhônedal naar de Val d'Ossola.
Op 1 juli 1878 bereikte de Compagnie du chemin de fer du Simplon (S) haar eindstation Brig en fuseerde in 1881 met de Suisse-Occidentale (SO) tot Suisse Occidentale-Simplon (SOS).
De Franse aandeelhouders van de SOS waren geïnteresseerd in het doortrekken van de lijn onder de Simplon en stelden in 1886 voldoende financiële middelen en kredieten beschikbaar. Uit 31 projecten koos men voor de bouw van een geheel op Zwitsers grondgebied liggende tunnel van Glis naar Gondo. Van daaruit zou het traject door de Val Divedro naar Domodossola lopen.
Bij een Zwitsers - Italiaanse conferentie in juli 1889 kwam men overeen een ongeveer 20 kilometer lange basistunnel op het grondgebied van beide landen te laten lopen. Voor het krediet sloot de SOS een samenwerking af met de Jura-Bern-Luzern-Bahn die op zijn beurt samenwerkte met de Jura-Simplon-Bahn.
Dankzij deze samenwerking kon op 25 november 1895 een staatsverdrag worden ondertekend voor de bouw en bedrijfsvoering van de spoorlijn door de Simplonpas van Brig naar Domodossola. Het traject werd om strategische redenen zo aangelegd dat de grens van beide landen in het midden van de tunnelbuis zou liggen.
Op 1 mei 1903 werd de Jura-Simplon-Bahn genationaliseerd en het net werd overgenomen door de Schweizerische Bundesbahnen (SBB) die de bouw van de tunnelbuis voltooide.

### Simplon 1
Voor de bouwwerkzaamheden aan de tunnelbuis werd het Hamburgse Ingenieursbureau Brandt & Brandau van Karl Brandau en Alfred Brandt ingeschakeld.
Gemiddeld werkten 3000 personen op de bouwplaatsen, hoofdzakelijk Italianen die onder slechte omstandigheden moesten werken. 67 personen kwamen bij diverse ongevallen of door ziektes om het leven. Tijdens de werkzaamheden kwam het ook tot een staking. Het leger werd ingeroepen om deze te breken.
Omdat in de kern van de berg een temperatuur van 42°C heerste, had dit zijn uitwerking op het werktempo van het personeel. Naast de hoofdschacht werd een parallelschacht gebouwd die om de 200 meter een verbinding had. Een 500 meter lange parallelschacht zorgde voor een verbinding met het kruisingstation.
Op 24 februari 1905 volgde de doorbraak waarbij de onderlinge zijdelingse afwijking 20,2 cm en de hoogte-afwijking 8,7 cm bedroeg. Ten gevolg van instromend water en stakingen werd de bouw ongeveer 5½ tot 7½ jaar vertraagd. De tunnel heeft een lengte van 19.803 meter.

### Simplon 2
Tussen 1912 en 1921 werd de tweede tunnelbuis parallel aan de eerste tunnelbuis gebouwd met een lengte van 19.823 meter. Op 7 januari 1922 werd het noordelijke trajectdeel van noordportaal tot het kruisingsstation in gebruik genomen. Op 16 oktober 1922 volgde het zuidelijk trajectdeel van kruisingsstation tot zuidportaal. Onder meer Cécile Biéler-Butticaz (1884-1966) was betrokken bij de bouw van de tweede koker.

### Gegevens
- Lengte tunnel I: 19 803m
- Lengte tunnel II: 19 823m
- Noordportaal Brig: 685,80 m
- Hoogste punt in tunnel: 704,98 m
- Zuidportaal Iselle: 633,48 m
- Helling noordzijde: 2 ‰
- Helling zuidzijde: 7 ‰
- Begin bouw noordzijde: 22 november 1898
- Begin bouw zuidzijde: 21 december 1898
- Doorbraak: 24 februari 1905
- Inwijding: 19 mei 1906
- Ingebruikname elektrische tractie: 1 juni 1906

## Tweede Wereldoorlog
In de loop van de Tweede Wereldoorlog waren aan beide zijden van de tunnel voorbereidingen getroffen om tijdens een aanval de tunnelbuizen te kunnen opblazen. De Zwitsers hadden springstofladingen onder de sporen aangebracht die pas in 2001 werden verwijderd. In Italië werd een plan opgesteld waarbij de Duitse Wehrmacht in het kader van de terugtrekking in 1945 de tunnelbuizen zou opblazen. Dit kon door samenwerking van Italiaanse partizanen, Zwitserse beambten en Oostenrijkse deserteurs worden verhinderd. De door de Duitsers achtergelaten 64 ton TNT springstof werd bij Varzo naast de spoordijk tot ontploffing gebracht.

## Auto op de trein
Van Brig naar Iselle en omgekeerd, rijden autotreinen door de tunnel. Een rit met zo'n trein duurt 20 minuten en is een alternatief voor een rit over de Simplonpas. Men kan op die trein een caravan meenemen mits niet groter (breder of hoger) dan een Kip 380 TTZ. Gedurende de zomer gaat elke 90 minuten een trein.
- het autolaadstation werd op 1 december 1959 in gebruik genomen.
- Door uitbouw van de Simplonpas in het kader van de Autobahn A9 nam de frequentie af. Op 3 januari 1993 werd het treinvervoer van auto's stilgelegd.
- Op 12 december 2004 werd het treinvervoer van auto’s herstart. Er wordt om de 90 minuten gereden.

## Rollende Landstraße

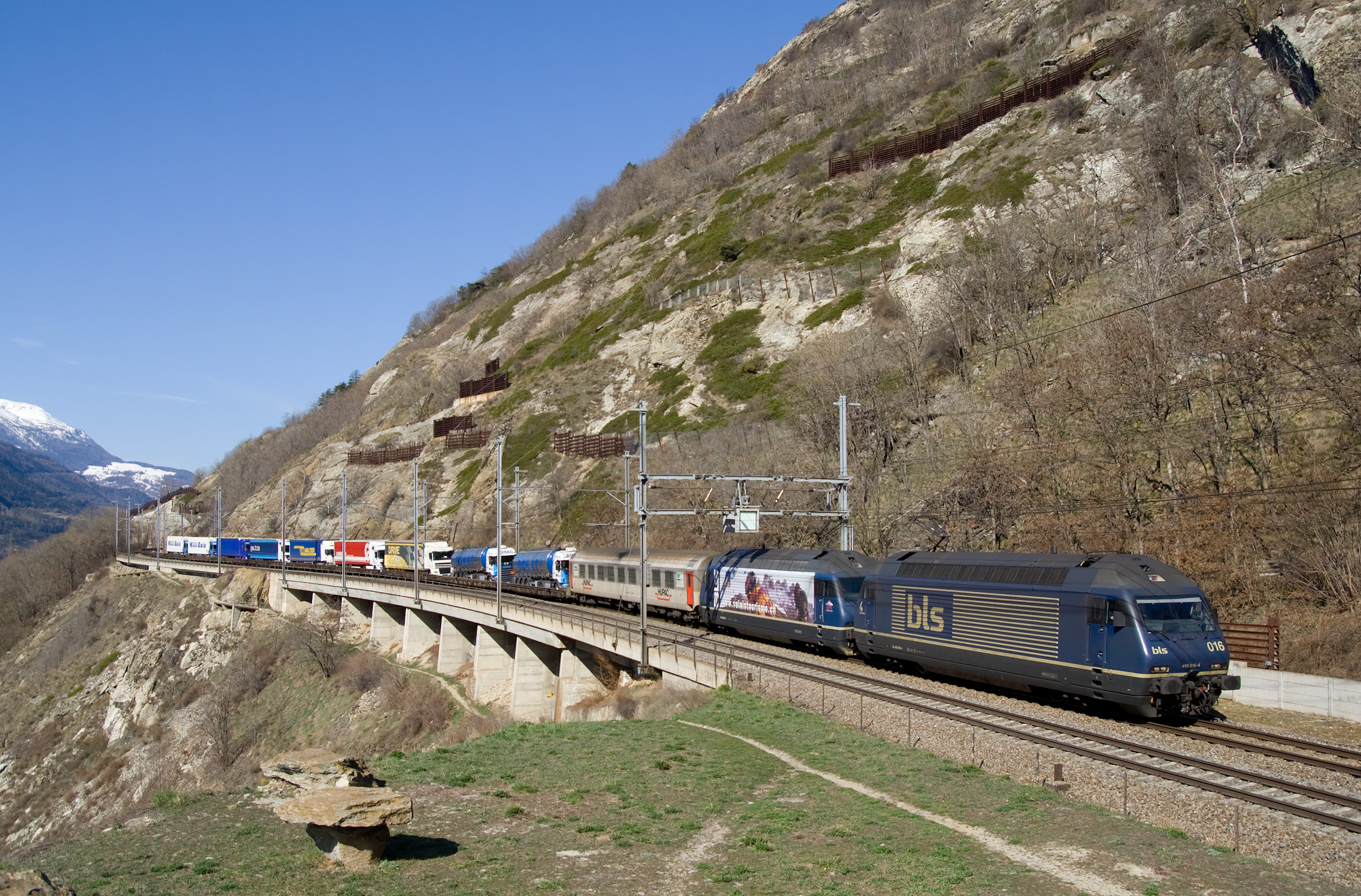
RoLa op de zuidelijke helling van de Lötschberg, getrokken door twee BLS Re 465

Op de noord-zuid-route door Zwitserland werd begin 1990 het project van de Rollende Landstraße (afgekort RoLa) voor het vervoer van zware vrachtauto’s op goederentreinen gestart. In Zwitserland wordt de afkorting RoLa vertaald als Rollende Autobahn.
De Firma Hupac AG uit Chiasso heeft de bedrijfsvoering van Rollende Landstraße in Zwitserland en op het traject van Freiburg im Breisgau naar Novara wordt dit gedaan door dochteronderneming RAlpin AG uit Olten. De BLS verzorgt voor deze trein de tractie op het traject van Freiburg im Breisgau naar Domodossola. Onderweg wordt in Spiez tractie gewisseld en in Domodossola neemt de Ferrovie dello Stato (FS) de trein over en brengt deze naar Novara.

## Elektrische tractie
De Rete Adriatica (RA) opende in 1902 haar eerste geëlektrificeerde traject van Lecco over Colico naar Sondrio met een zijtak van Colico naar Chiavenna. Hiervoor werd een spanning van 3000 volt 15,6 Hz draaistroom met twee bovenleidingen met de spoorstaven als derde leiding gebruikt.
Het traject van Brig incl. Simplontunnel naar Iselle werd op 1 juni 1906 geëlektrificeerd met een spanning van 3300 volt 16 2/3 Hz draaistroom.
Door gebrek aan eigen ontwikkelingen werd de BBC genoodzaakt drie locomotieven genummerd RA 361-363 (later omgenummerd tot FS E 360 001-003) van Veltlinbahn van de Rete Adriatica (RA) voor een periode van twee jaar te huren. Met deze gehuurde locomotieven - bij de SBB bekend als type Fb 3/5 - kon van 1906 tot 1908 het treinverkeer in de Simplontunnel op gang worden gehouden.
Het traject van Brig incl. Simplontunnel naar Domodossola werd sinds 2 maart 1930 geëlektrificeerd met een spanning van 15.000 volt 16 2/3 Hz wisselstroom.

## Brand
Op de morgen van 9 juni 2011 raakten meerdere goederenwagens in een goederentrein van de BLS AG tussen Italië en Duitsland in brand. De Simplon 2-tunnel werd over een lengte van 300 meter beschadigd. De herstelwerkzaamheden waren op 18 november 2011 voltooid; de renovatie van de tunnel zou naar toenmalige verwachting in 2014 voltooid zijn.

## Populaire media
In de roman From Russia with Love (Ian Fleming, 1957) vecht geheim agent James Bond tegen SMERSH-agent Donovan Grant, terwijl ze aan boord van de Oriënt-Express door de Simplontunnel rijden.